# HEAT 1X Tycho Brahe

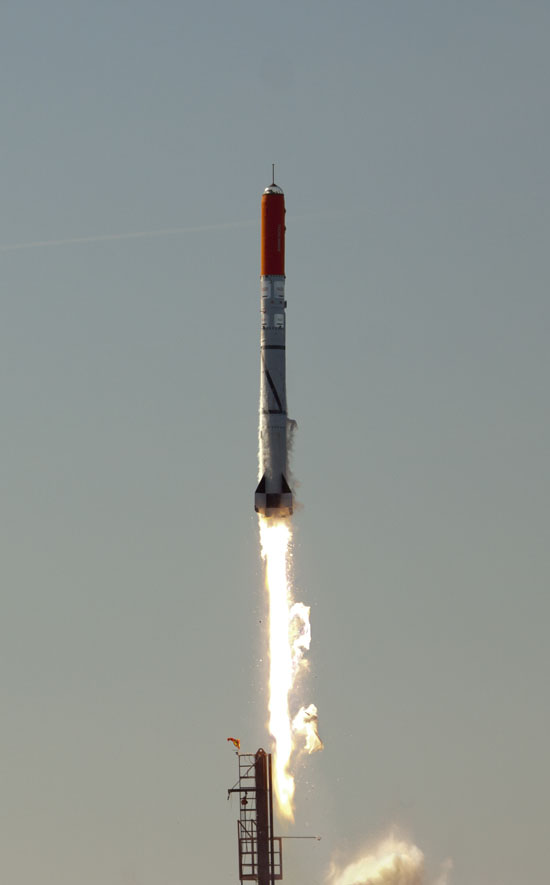
Lancement du 3 juin 2011.

HEAT 1X Tycho Brahe est une fusée construite par Copenhagen Suborbitals, une organisation danoise à but non lucratif qui s'est donné comme objectif de développer une fusée permettant à un passager d'effectuer un vol suborbital. Lors d'un essai le 3 juin 2011, la fusée a atteint une altitude estimée à 2,8 km.